# Straßlücke
Straßlücke (auch Strasslücke) ist ein Gemeindeteil der Gemeinde Bischbrunn im unterfränkischen Landkreis Main-Spessart in Bayern.

## Geographie
Der Weiler liegt in der Gemarkung Bischbrunn östlich von Bischbrunn an der Staatsstraße 2312 (früher Bundesstraße 8), zwischen den Tälern von Steinmarker Bach (Krebsbach) und Esselbach.